# Monoxid de sulf
Monoxidul de sulf este un compus anorganic cu formula SO. Poate fi întâlnit stabil doar sub formă de gaz diluat. Când este concentrat sau condensat, se transformă în S2O2 (dioxid de disulf). A fost detectat în spațiu, dar este aproape inexistent pe Pământ.

## Astrochimie
Monoxidul de sulf a fost detectat în jurul lui Io, unul dintre sateliții lui Jupiter, atât în atmosferă  cât și în exosferă.  A fost descoperit de asemenea și în atmosfera planetei Venus,  în cometa Hale-Bopp  și în mediul interstelar. 